# Tradescantia boliviana
Tradescantia boliviana là một loài thực vật có hoa trong họ Commelinaceae. Loài này được (Hassk.) J.R.Grant mô tả khoa học đầu tiên năm 2004.